# Orangeville (Ohio)
Pour les articles homonymes, voir Orangeville (homonymie).
Orangeville est un village américain situé dans le comté de Trumbull, dans l'Ohio. Selon le recensement de 2010, sa population est de 197 habitants.